# Letsie III
Letsie III, pełne imię: David Mohato Bereng Seeiso (ur. 17 lipca 1963 w Moriji) – król Lesotho w latach 1990–1995 oraz ponownie od 7 lutego 1996.

## Edukacja
W latach 1968–1972 pobierał podstawową edukację w prywatnej szkole w Maseru. Od 1973 do 1976 kontynuował Naukę w Gilling Castle, katolickiej szkole przyklasztornej w Wielkiej Brytanii. W latach 1977–1980 uczęszczał do Ampleforth College w hrabstwie North Yorkshire. W latach 1980–1984 studiował prawo (studia licencjackie) na Narodowym Uniwersytecie Lesotho. Następnie od 1984 do 1986 kończył magisterskie studia prawnicze na Uniwersytecie w Bristolu. W 1989 ukończył studia podyplomowe w Wolfson College na Uniwersytecie Cambridge. W tym samym roku został również absolwentem nauk rolniczych na Uniwersytecie Londyńskim.

## Król Lesotho

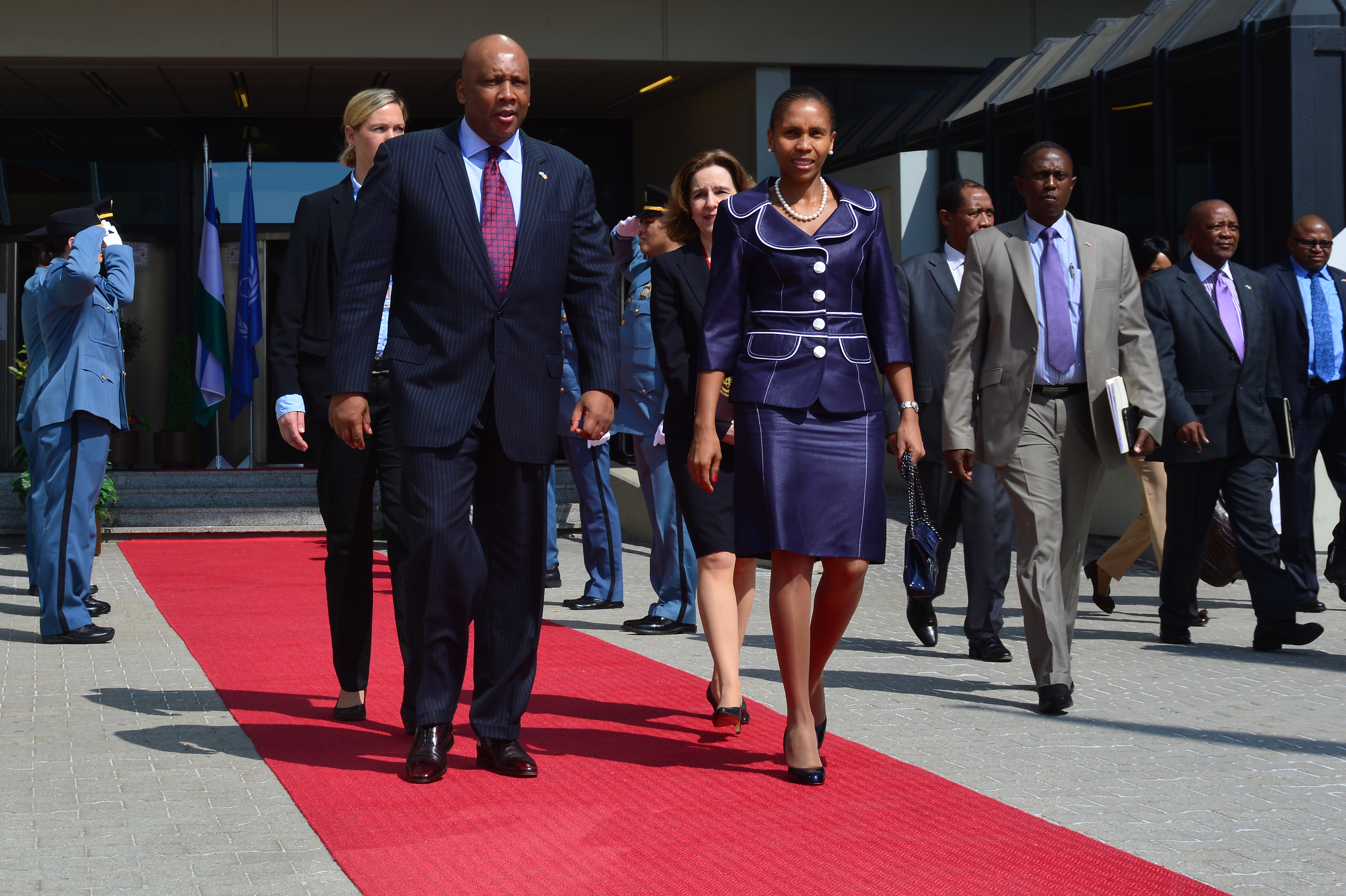
Król Lesotho Letsie III wraz z królową Masenate Mohato

Po zakończeniu studiów w 1989 powrócił do kraju. 12 listopada 1990 został nowym królem Lesotho po tym, jak jego ojciec, Moshoeshoe II, został zdetronizowany i musiał uchodzić do Wielkiej Brytanii. Nowy król przybrał imię: „Letsie III”. 25 stycznia 1995 abdykował, by umożliwić powrót na tron swojemu ojcu.  Król Moshoeshoe II zginął jednak w wypadku samochodowym 15 stycznia 1996. Jego samochód spadł ze zbocza góry w trakcie powrotu do stolicy. 7 lutego 1996 Letsie III ponownie objął władzę w królestwie. 31 października 1997 odbyła się w Maseru uroczysta koronacja.
18 lutego 2000 król Letsie III poślubił Annę Karabo Mots'oeneng, z którą ma dwie córki – Mary Senate (ur. 2001) i 'Maseeiso (ur. 2004), oraz syna – Lerotholiego (ur. 2007).
Władza królewska w Lesotho ograniczona jest do minimum, król pełni głównie funkcję reprezentacyjną.